# San Antonio de Cumbe
San Antonio de Cumbe ist eine Ortschaft und eine Parroquia rural („ländliches Kirchspiel“) im Kanton Saraguro der ecuadorianischen Provinz Loja. Die Parroquia besitzt eine Fläche von 78,33 km². Die Einwohnerzahl lag im Jahr 2010 bei 1146.

## Lage
Die Parroquia San Antonio de Cumbe liegt in den Anden im Süden von Ecuador. Das Gebiet liegt in Höhen zwischen 1600 m und 2800 m. Im Westen wird das Areal von den Flüssen Río Paquishapa und Río Naranjao begrenzt. Entlang der nördlichen Verwaltungsgrenze fließt der Río León nach Westen. Entlang der östlichen Verwaltungsgrenze verläuft die Fernstraße E35 (Loja–Cuenca). Der etwa 2500 m hoch gelegene Hauptort befindet sich 6,5 km nordnordöstlich vom Kantonshauptort Saraguro.
Die Parroquia San Antonio de Cumbe grenzt im Norden an die Provinz Azuay mit der Parroquia Susudel (Kanton Nabón), im Osten an die Parroquia El Tablón, im Süden an die Parroquia Urdaneta sowie im Westen an die Parroquias Saraguro, San Pablo de Tenta und Lluzhapa.

## Orte und Siedlungen
In der Parroquia gibt es neben dem Hauptort (cabecera parroquial) folgende Barrios: Alverjas Loma, Challe, Chamical, Chayazapa, Gueledel, Molle, Piñán, Quillin und Zapotepamba. Ferner gibt es noch die Caseríos Parcopamba und Pucará.

## Geschichte
Am 2. Juli 1944 wurde die Parroquia San Antonio de Cumbe gegründet.